# Pintoa chilensis
Pintoa es un género monotípico de plantas fanerógamas perteneciente a la familia Zygophyllaceae. Su única especie Pintoa chilensis, es endémica de Chile.

## Taxonomía
Pintoa chilensis fue descrita por Claudio Gay y publicado en Flora Chilena 1(4): 480–481, t. 16. 1845[1846].